# Мы вышли из Кино
Мы вышли из Кино — трибьют-альбом, приуроченный к 55-летию советского рок-музыканта Виктора Цоя и выпущенный в июне 2017 года.

## История создания
С 20 по 24 июня 2017 года интернет-издание Meduza публиковало колонку тематических новостей, посвящённых группе «Кино» и текущему проекту; публиковались выдержки из интервью участников трибьюта о влиянии на них творчества группы и о причинах выбора конкретной композиции. Дизайн обложки — арт-группа Doping-pong.
Названием для альбома послужила строчка из песни «Фильмы» (альбом Ночь 1986 года). Песни альбома отсылают преимущественно к раннему, романтическому Цою, нежели позднему, героическому; по мнению главного редактора Meduza Ивана Колесникова, песни тех лет меньше находятся «на слуху» и молодым русскоязычным исполнителям легче найти для себя что-то интересное и «незаезженное».
К версиям «Это не любовь», «Звезда по имени Солнце», «Мы хотим танцевать», «Музыка волн», «Стань птицей», «Сюжет для новой песни», «Спокойная ночь» были сняты видеоклипы.
В записи песни и клипа «Мы хотим танцевать» вместе с группой Биртман принял участие гитарист Кино Юрий Каспарян.
Цифровое издание альбома (iTunes, Яндекс.Музыка, Google Play) содержит 25 треков, CD-издание — 21.

## Отзывы критиков
Алина Часовская (Eatmusic) отметила, что «минималистичный звук и схема вокал-бас-бит» сегодня снова в моде, и похвалила альбом за его неоднородность и разнообразие восприятий артистами творчества группы «Кино»: «Это коллекция личных историй каждого из тех, кто принял участие в записи. Словно фотоальбом, который вы перелистываете, а каждая карточка рассказывает о чём-то своём. Для кого-то Цой — это „Брюс Ли советского рока“, для кого-то „запах бензина в старых папиных жигулях“, а для кого-то просто легендарный исполнитель с „идеальными песнями“».
Григорий Князев («Роккульт»), выделив 10 композиций альбома и назвав лучшей среди них «Место для шага вперёд» Карелии, посчитал, что сборник «хорошо вписался в нынешнюю музыкальную парадигму возрождения „музыки 80-х“ и что такая музыка „способствует тому, чтобы чувствовать романтику молодости, красоту прибрежного морского пейзажа и радость от раннего летнего рассвета“».
Алексей Мажаев (InterMedia), делая акцент на альбоме как на «ведомственном» посвящении от независимых продюсеров, отметил интересное переплетение «самоуверенной молодой энергии» представителей инди-сцены и «классики жанра» (Биртман, АлоэВера, Обе две, Антоха МС, Громыка, Карелия) наравне с композициями, которые украсили бы и «общенациональный» трибьют (Noize MC, Найк Борзов, Вадик Королёв, «Петля пристрастия», Newlux). К минусам он отнёс продолжающуюся тенденцию «жанровых» трибьютов группе, а применительно к текущему изданию, — нежелание либо боязнь артистов браться за более поздние песни «Кино»:
Есть мнение, что отечественный инди-поп изобилует прекрасными талантливыми мальчиками и девочками, которым всего лишь не хватает нормального репертуара, отчего они увлекаются тоскливыми и нудными песнями. Так вот, на трибьюте некоторые из этих непризнанных гениев доказывают, что способны даже композиции Цоя исполнить заунывно, тоскливо и без иронии. Вечным гимном этого направления в русском инди может стать версия песни «Когда твоя девушка больна» в исполнении группы «БЦХ».

## Список композиций
| №   | Название                             | Исполнитель                                | Длительность |
| --- | ------------------------------------ | ------------------------------------------ | ------------ |
| 1.  | «Последний герой»                    | Noize MC                                   | 2:40         |
| 2.  | «Это не любовь»                      | Найк Борзов                                | 3:49         |
| 3.  | «Сюжет для новой песни»              | АлоэВера                                   | 2:49         |
| 4.  | «Мы хотим танцевать»                 | Биртман и Юрий Каспарян                    | 4:32         |
| 5.  | «Саша»                               | Вадик Королёв и Pedro y Juan               | 3:16         |
| 6.  | «Рядом со мной»                      | Обе две                                    | 3:34         |
| 7.  | «Танец» (*)                          | Race to Space                              | 4:48         |
| 8.  | «Дерево»                             | Nina Karlsson                              | 2:49         |
| 9.  | «Дождь для нас»                      | Artemiev                                   | 3:33         |
| 10. | «Спокойная ночь»                     | Антоха MC                                  | 3:22         |
| 11. | «Фильмы»                             | ВХОРЕ                                      | 3:25         |
| 12. | «Ты мог бы»                          | Петля пристрастия                          | 5:14         |
| 13. | «Стань птицей»                       | Сансара                                    | 4:56         |
| 14. | «Когда твоя девушка больна» (*)      | БЦХ                                        | 3:50         |
| 15. | «Малыш»                              | VLNY                                       | 3:34         |
| 16. | «Музыка волн»                        | Свидание                                   | 3:37         |
| 17. | «Сюжет для новой песни»              | Zilberman                                  | 3:10         |
| 18. | «Звезда по имени Солнце» (Серый лёд) | Громыка                                    | 3:29         |
| 19. | «Место для шага вперёд»              | Карелия                                    | 4:11         |
| 20. | «Звезда по имени Солнце» (*)         | Воздухоплавательный парк                   | 3:26         |
| 21. | «Рядом со мной» (*)                  | Mustelide                                  | 5:24         |
| 22. | «Камчатка»                           | Chikiss                                    | 4:30         |
| 23. | «Мы хотим танцевать»                 | Краснознамённая дивизия имени моей бабушки | 3:12         |
| 24. | «Baby»                               | Newlux                                     | 3:28         |
| 25. | «Спокойная ночь»                     | Антон Севидов                              | 5:06         |

* — отсутствует в CD-издании

## Дополнительные факты
- К юбилею музыканта руководство поисковой системы Яндекс сняло видеопосвящение Виктору Цою на песню «Звезда по имени Солнце» (режиссёр — Стас Елисеев). В клипе, снятом в Петербурге, приняли участие музыканты, актёры, студенты и прохожие. Видео содержит многочисленные отсылки к жизни и творчеству музыканта[15][16]. Общая продолжительность прослушиваний песен «Кино» на сервисе Яндекс.Музыка на тот момент превысила 1000 лет[17][18].